# Sopåkare

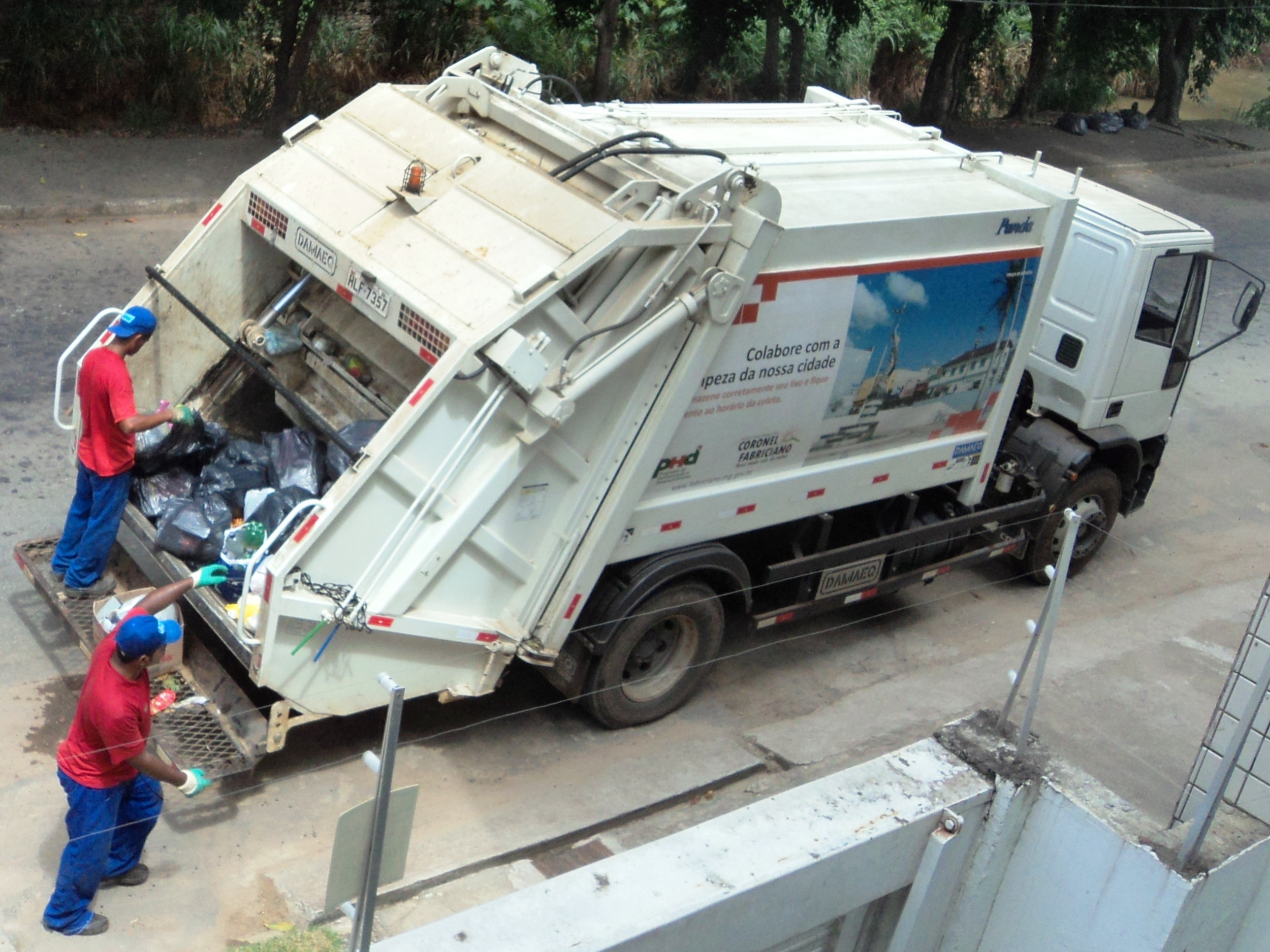
Sopåkare i Brasilien.

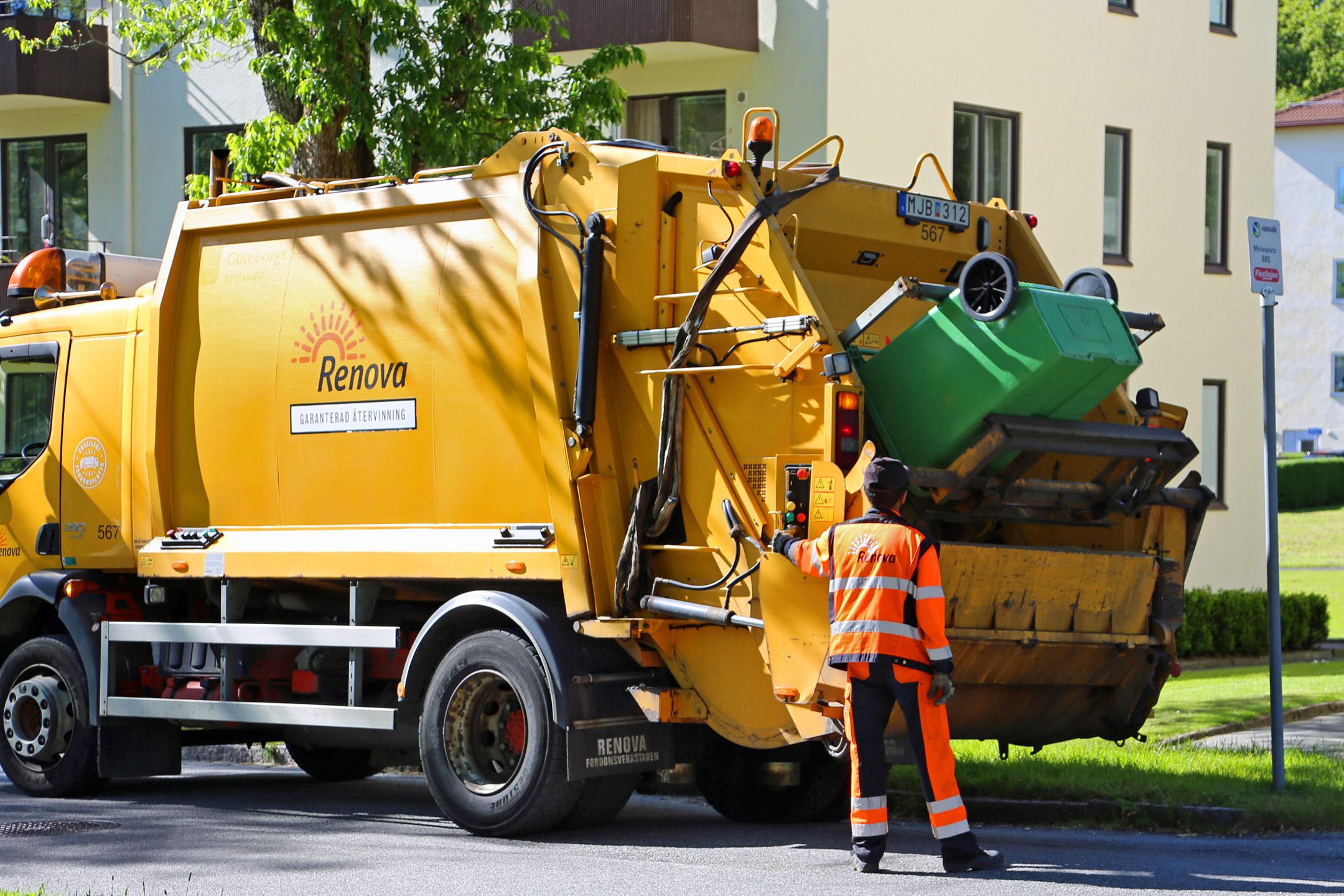
En renhållningsarbetare tömmer en soptunna i Göteborg.

Sopåkare eller sophämtare är den vardagliga yrkesbenämningen på en sopbilschaufför. Sopgubbe är en äldre benämning som fortfarande förekommer, men är varken köns- eller åldersneutral. En formell benämning är renhållningsarbetare, eller i fackligt sammanhang miljöarbetare, vilket även kan innefatta personal vid bemannade återvinningscentraler, maskinoperatörer vid återvinningsanläggningar, slamsugare, transport av farligt avfall och gaturenhållningens funktionärer.
Sophämtare kan hämta avfall från privata hushåll, butiker, restauranger och industrier. Det är vanligt att arbetet utförs parvis. I Sverige sker hämtning och transport vanligen med stora sopbilar som är datoriserade. Sophämtarna börjar ofta arbetsdagen tidigt om morgonen, medan andra renhållningsarbetare vanligtvis arbetar i skift.

## Historia
Förr kunde soporna hämtas med hästdragna fordon. I slutet av 1800-talet och början av 1900-talet syftade sopgubbe även på en sopletare.
I början av 1900-talet kallades den kvinnliga motsvarigheten till sopgubbe för sopgumma, men benämningen finns inte med i Svenska Akademiens ordlista. I mitten av 1900-talet kallades även fordon som hämtade sopor för sophämtare.
Sophämtaryrket präglades länge av tunga lyft av säckar, med åtföljande förslitningsskador i knän och nacke, men i takt med införandet av rullkärl och sidlastande robotarmar för kärltömning har dessa problem kunnat minskas. Sopåkaren är en av de yrkeskategorier där ackordslönesystemet levt kvar längst, och än förekommer denna typ av lönestruktur.